# Cuevas de Provanco
Cuevas de Provanco è un comune spagnolo di 196 abitanti situato nella comunità autonoma di Castiglia e León.